# Långseruds församling
Långseruds församling är en församling i Säffle pastorat i Västra Värmlands kontrakt i Karlstads stift. Församlingen ligger i Säffle kommun i Värmlands län.

## Administrativ historik
Församlingen har medeltida ursprung. Omkring 1500 införlivades Lönskogs församling och före 1644 Åskogs församling.
Församlingen var till 1962 annexförsamling i pastoratet Gillberga och Långserud som även till 1609 omfattade Silleruds församling och så länge de fanns Lönskogs och Åskogs församlingar.  Från 1962 till 2002 annexförsamling i pastoratet Svanskog och Långserud. Församlingen är från 2002 annexförsamling i Säffle pastorat.

## Organister
| Period    | Namn                   | Levnadstid | Övrigt   |
| --------- | ---------------------- | ---------- | -------- |
| 1853-1856 | ?                      |            | Organist |
| 1856-1857 | Johan Adam Bull        | 1831-1926  | Organist |
| 1858-1877 | Magnus Johansson Ahlin | 1826-1904  | Organist |

## Kyrkor
- Långseruds kyrka